# Dorus Vrede
Dorus Monseigneur Vrede (Lombe, 16 de febrero de 1949) es un maestro, poeta, escritor de historias y cantante de Surinam. 
Dorus Vrede se crio en Lombe, una villa a orillas del río Surinam. En 1964 tuvo que abandonar su villa cuando las aguas del embalse Brokopondo comenzaron a subir de nivel y los saramakas tuvieron que abandonar sus tierras. Se mudó a la villa Nyun-Lombe y desde allí a Paramaribo. Se ganó el respeto por su apoyo a los maestros trabajando en un gran número de escuelas desde 1980 a 1985 como director de Yaw-Yaw en Boven-Suriname. 
El tema de la migración (el desplazamiento de los saramakas cuando el agua del embalse inunda sus tierras) es un tema central en la obra de Vrede. Escribió una colección de historias titulada Rond het sterfbed van mijn dorp (1987) ("Junto al lecho de muerte de mi villa") y Als ik zwijg bloedt mijn hart (1997) ("Mi corazón sangra en silencio"). Sus poemas, que a menudo acompaña con guitarra y cantos, fueron recogidos en Otobanda/De andere oever (1992): trabajos en saramakandés, ndyuka, neerlandés y Kromanti (idioma ritual secreto de los Maroons). Algunas obras de Vrede fueron publicadas en Pikin boskopoe (la revista mensual para el interior de Surinam publicada por la Fundación Pater Ahlbrinck), la revista flamenca Deus ex Machina (1987), la guía holandesa De Gids (1990), con frecuencia en el De Ware Tijd Literair y en varias antologías, incluida Spiegel van de Surinaamse poëzie (1995) y Mama Sranan (1999). También contribuyó a la antología sobre lengua inglesa Diversity is power (2007).